# 诺尔芒代勒
诺尔芒代勒（法語：Normandel，法語發音：[nɔʁmɑ̃dɛl] ⓘ）是法国奥恩省的一个旧市镇，属于莫尔塔涅欧佩什区。2018年，诺尔芒代勒与临近的2个市镇合并为新市镇沙朗塞。

## 地理
诺尔芒代勒（48°38'47"N, 0°42'49"E）面积7.43 平方千米，位于法国诺曼底大区奧恩省，该省份为法国西北部内陆省份，北起顺时针与卡爾瓦多斯省、厄尔省、厄尔-卢瓦省、萨尔特省、马耶讷省和芒什省接壤。
与诺尔芒代勒接壤的市镇（或旧市镇、城区）包括：博略、拉波特里欧佩什、朗多奈、圣莫里斯莱沙朗塞。

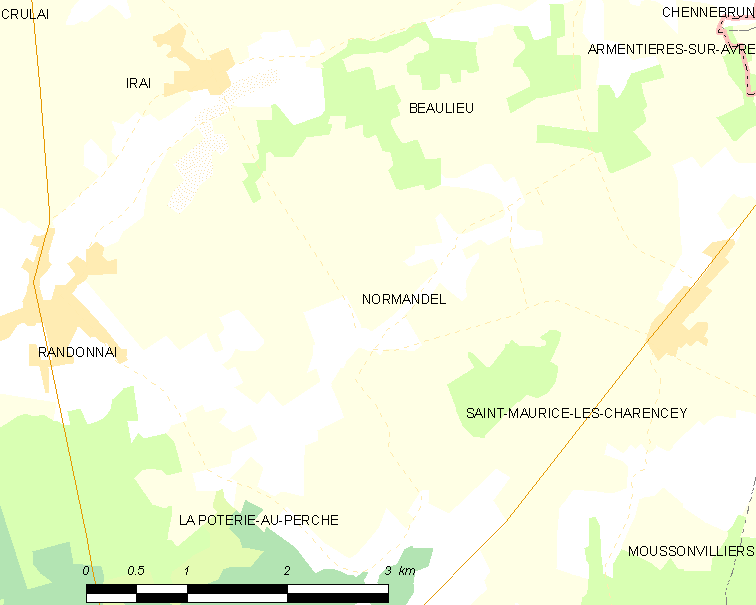
诺尔芒代勒的OSM定位图

诺尔芒代勒的时区为UTC+01:00、UTC+02:00（夏令时）。

## 行政
诺尔芒代勒的邮政编码为61190，INSEE市镇编码为61311。

## 政治
诺尔芒代勒所属的省级选区为图鲁夫尔欧佩什县。

## 人口

1962-2008年间诺尔芒代勒人口变化图示

诺尔芒代勒于2018年1月1日时的人口数量为92人。